# ماثيو كلاركسون (سياسي)
ماثيو كلاركسون هو سياسي أمريكي، ولد في 1 أبريل 1733 في نيويورك في الولايات المتحدة، وتوفي في 5 أكتوبر 1800. انتخب عمدة فيلادلفيا ‏ (1792 – 1796).